# Tercera División de España 1944-45
La temporada 1944–45 de la Tercera División de España de fútbol corresponde a la 8.ª edición del campeonato y se disputó entre el 24 de septiembre de 1944 y el 24 de junio de 1945.
El campeón de esta temporada fue el Gimnástico de Tarragona.

## Sistema de competición
La Tercera División de España 1944-45 fue organizada por la Federación Española de Fútbol (RFEF).
El campeonato contó con la participación de 90 clubes divididos en nueve grupos. La competición siguió un sistema de liga, de modo que los equipos de cada grupo se enfrentaron entre sí, todos contra todos en dos ocasiones -una en campo propio y otra en campo contrario- sumando un total de 18 jornadas. El orden de los encuentros se decidió por sorteo antes de empezar la competición.
Se estableció una clasificación con arreglo a los puntos obtenidos en cada enfrentamiento, a razón de dos por partido ganado, uno por empatado y ninguno en caso de derrota. En caso de empate a puntos entre dos o más clubes en la clasificación, se tuvo en cuenta el mayor cociente de goles. 
Los dos primeros clasificados de cada grupo avanzaron a la fase intermedia, divididos en tres grupos de seis equipos cada uno siguiendo también el sistema de liga. Los campeones de grupo jugaron la fase final en la que los dos primeros ascendieron directamente a Segunda División, mientras que el tercer clasificado jugó una promoción a partido único en campo neutral frente al antepenúltimo clasificado de Segunda División.
Los nueve últimos clasificados de cada grupo disputaron la promoción de permanencia en eliminatoria única a partidos de ida y vuelta ante los campeones de Regional, excepto en Cataluña que se disputó en formato Liga.

## Fase de grupos

### Grupo I
| Pos. | Equipo                    | Pts. | PJ | G  | E | P | GF | GC | Dif. | Clasificación                     |
| ---- | ------------------------- | ---- | -- | -- | - | - | -- | -- | ---- | --------------------------------- |
| 1    | S. G. Lucense             | 24   | 18 | 10 | 4 | 4 | 46 | 19 | +27  | Acceso a Fase intermedia          |
| 2    | U. D. Orensana            | 23   | 18 | 10 | 3 | 5 | 43 | 26 | +17  | Acceso a Fase intermedia          |
| 3    | Club Turista de Vigo      | 21   | 18 | 8  | 5 | 5 | 33 | 28 | +5   |                                   |
| 4    | S. D. Ponferradina        | 19   | 18 | 8  | 3 | 7 | 30 | 32 | −2   |                                   |
| 5    | Club Santiago             | 17   | 18 | 6  | 5 | 7 | 36 | 46 | −10  |                                   |
| 6    | Pontevedra C. F.          | 17   | 18 | 6  | 5 | 7 | 28 | 28 | 0    |                                   |
| 7    | Club Galicia de El Ferrol | 16   | 18 | 6  | 4 | 8 | 30 | 31 | −1   |                                   |
| 8    | Club Lemos                | 16   | 18 | 7  | 2 | 9 | 38 | 42 | −4   |                                   |
| 9    | Club Berbés               | 14   | 18 | 4  | 6 | 8 | 29 | 39 | −10  |                                   |
| 10   | Club Betanzos             | 13   | 18 | 4  | 5 | 9 | 23 | 45 | −22  | Acceso a Promoción de permanencia |

 Fuente: Fútbol Regional

### Grupo II
| Pos. | Equipo                    | Pts. | PJ | G  | E | P  | GF | GC | Dif. | Clasificación                     |
| ---- | ------------------------- | ---- | -- | -- | - | -- | -- | -- | ---- | --------------------------------- |
| 1    | Real Avilés C. F.         | 26   | 18 | 12 | 2 | 4  | 40 | 19 | +21  | Acceso a Fase intermedia          |
| 2    | S. D. Barreda             | 26   | 18 | 12 | 2 | 4  | 53 | 33 | +20  | Acceso a Fase intermedia          |
| 3    | Real Juvencia             | 24   | 18 | 9  | 6 | 3  | 44 | 24 | +20  |                                   |
| 4    | R. D. Oriamendi Hispania  | 22   | 18 | 10 | 2 | 6  | 43 | 28 | +15  |                                   |
| 5    | Gimnástica de Torrelavega | 20   | 18 | 8  | 4 | 6  | 34 | 29 | +5   |                                   |
| 6    | C. P. La Felguera         | 19   | 18 | 6  | 7 | 5  | 40 | 34 | +6   |                                   |
| 7    | C. D. Tánagra             | 12   | 18 | 5  | 2 | 11 | 28 | 48 | −20  |                                   |
| 8    | C. D. Leonés              | 11   | 18 | 5  | 1 | 12 | 31 | 48 | −17  |                                   |
| 9    | Santoña C. F.             | 10   | 18 | 4  | 2 | 12 | 25 | 46 | −21  |                                   |
| 10   | Club Langreano            | 10   | 18 | 4  | 2 | 12 | 18 | 47 | −29  | Acceso a Promoción de permanencia |

 Fuente: Fútbol Regional

### Grupo III
| Pos. | Equipo           | Pts. | PJ | G  | E | P  | GF | GC | Dif. | Clasificación                     |
| ---- | ---------------- | ---- | -- | -- | - | -- | -- | -- | ---- | --------------------------------- |
| 1    | S. D. Erandio    | 31   | 18 | 15 | 1 | 2  | 52 | 18 | +34  | Acceso a Fase intermedia          |
| 2    | Arenas Club      | 30   | 18 | 14 | 2 | 2  | 67 | 20 | +47  | Acceso a Fase intermedia          |
| 3    | Deportivo Alavés | 27   | 18 | 13 | 1 | 4  | 67 | 31 | +36  |                                   |
| 4    | S. D. Indauchu   | 25   | 18 | 11 | 3 | 4  | 51 | 35 | +16  |                                   |
| 5    | C. D. Vasconia   | 17   | 18 | 7  | 3 | 8  | 44 | 45 | −1   |                                   |
| 6    | Club Sestao      | 14   | 18 | 6  | 2 | 10 | 49 | 52 | −3   |                                   |
| 7    | C. D. Mirandés   | 10   | 18 | 3  | 4 | 11 | 30 | 79 | −49  |                                   |
| 8    | Tolosa C. F.     | 9    | 18 | 4  | 1 | 13 | 37 | 71 | −34  |                                   |
| 9    | Real Unión Club  | 9    | 18 | 3  | 3 | 12 | 16 | 48 | −32  |                                   |
| 10   | S. C. D. Durango | 6    | 18 | 3  | 2 | 13 | 30 | 44 | −14  | Acceso a Promoción de permanencia |

 Fuente: Fútbol Regional

### Grupo IV
| Pos. | Equipo                      | Pts. | PJ | G  | E | P  | GF | GC | Dif. | Clasificación                     |
| ---- | --------------------------- | ---- | -- | -- | - | -- | -- | -- | ---- | --------------------------------- |
| 1    | Arenas S. D.                | 27   | 18 | 11 | 5 | 2  | 52 | 24 | +28  | Acceso a Fase intermedia          |
| 2    | C. A. Osasuna               | 25   | 18 | 11 | 3 | 4  | 49 | 23 | +26  | Acceso a Fase intermedia          |
| 3    | Maestranza Aérea de Logroño | 21   | 18 | 8  | 5 | 5  | 33 | 23 | +10  |                                   |
| 4    | C. D. Logroñés              | 20   | 18 | 7  | 6 | 5  | 46 | 31 | +15  |                                   |
| 5    | U. D. Teruel                | 20   | 18 | 8  | 4 | 6  | 35 | 27 | +8   |                                   |
| 6    | Atlético Zaragoza           | 19   | 18 | 8  | 3 | 7  | 35 | 31 | +4   |                                   |
| 7    | U. D. Huesca                | 15   | 18 | 5  | 5 | 8  | 26 | 35 | −9   |                                   |
| 8    | S. D. Escoriaza             | 14   | 18 | 3  | 8 | 7  | 25 | 34 | −9   |                                   |
| 9    | C. D. Tudelano              | 11   | 18 | 4  | 3 | 11 | 28 | 58 | −30  |                                   |
| 10   | C. D. Izarra                | 8    | 18 | 3  | 2 | 13 | 25 | 68 | −43  | Acceso a Promoción de permanencia |

 Fuente: Fútbol Regional

### Grupo V
| Pos. | Equipo                  | Pts. | PJ | G  | E | P  | GF | GC | Dif. | Clasificación                     |
| ---- | ----------------------- | ---- | -- | -- | - | -- | -- | -- | ---- | --------------------------------- |
| 1    | Gimnástico de Tarragona | 32   | 18 | 15 | 2 | 1  | 50 | 12 | +38  | Acceso a Fase intermedia          |
| 2    | Levante U. D.           | 25   | 18 | 12 | 1 | 5  | 58 | 31 | +27  | Acceso a Fase intermedia          |
| 3    | Gerona C. F.            | 20   | 18 | 9  | 2 | 7  | 31 | 31 | 0    |                                   |
| 4    | U. D. San Martín        | 19   | 18 | 8  | 3 | 7  | 39 | 45 | −6   |                                   |
| 5    | C. D. Júpiter           | 19   | 18 | 8  | 3 | 7  | 38 | 40 | −2   |                                   |
| 6    | Reus Deportivo          | 18   | 18 | 7  | 4 | 7  | 36 | 30 | +6   |                                   |
| 7    | C. D. Atlético Baleares | 16   | 18 | 7  | 2 | 9  | 33 | 38 | −5   |                                   |
| 8    | C. D. Granollers        | 15   | 18 | 7  | 1 | 10 | 43 | 45 | −2   |                                   |
| 9    | Lérida Balompié         | 12   | 18 | 5  | 2 | 11 | 28 | 37 | −9   |                                   |
| 10   | C. D. Tarrasa           | 4    | 18 | 1  | 2 | 15 | 19 | 66 | −47  | Acceso a Promoción de permanencia |

 Fuente: Fútbol Regional

### Grupo VI
| Pos. | Equipo                             | Pts. | PJ | G  | E | P  | GF | GC | Dif. | Clasificación                     |
| ---- | ---------------------------------- | ---- | -- | -- | - | -- | -- | -- | ---- | --------------------------------- |
| 1    | U. D. Salamanca                    | 27   | 18 | 13 | 1 | 4  | 62 | 25 | +37  | Acceso a Fase intermedia          |
| 2    | Gimnástica Burgalesa               | 27   | 18 | 13 | 1 | 4  | 62 | 27 | +35  | Acceso a Fase intermedia          |
| 3    | Real Valladolid Deportivo          | 25   | 18 | 11 | 3 | 4  | 44 | 23 | +21  |                                   |
| 4    | C. D. Fábrica Nacional de Palencia | 25   | 18 | 10 | 5 | 3  | 44 | 19 | +25  |                                   |
| 5    | Atlético Zamora                    | 18   | 18 | 8  | 2 | 8  | 29 | 35 | −6   |                                   |
| 6    | S. D. Gimnástica Segoviana         | 16   | 18 | 7  | 2 | 9  | 38 | 42 | −4   |                                   |
| 7    | A. D. Ferroviaria                  | 14   | 18 | 5  | 4 | 9  | 31 | 44 | −13  |                                   |
| 8    | U. D. Bejarana                     | 12   | 18 | 6  | 0 | 12 | 38 | 51 | −13  |                                   |
| 9    | Imperio C. F.                      | 11   | 18 | 4  | 3 | 11 | 33 | 63 | −30  |                                   |
| 10   | Ávila C. F.                        | 5    | 18 | 2  | 1 | 15 | 17 | 79 | −62  | Acceso a Promoción de permanencia |

 Fuente: Fútbol Regional

### Grupo VII
| Pos. | Equipo           | Pts. | PJ | G  | E | P  | GF | GC | Dif. | Clasificación                     |
| ---- | ---------------- | ---- | -- | -- | - | -- | -- | -- | ---- | --------------------------------- |
| 1    | C. D. Badajoz    | 26   | 18 | 11 | 4 | 3  | 46 | 22 | +24  | Acceso a Fase intermedia          |
| 2    | C. D. Cifesa     | 23   | 18 | 10 | 3 | 5  | 39 | 24 | +15  | Acceso a Fase intermedia          |
| 3    | C. D. Manchego   | 20   | 18 | 7  | 6 | 5  | 38 | 30 | +8   |                                   |
| 4    | C. D. Mediodía   | 19   | 18 | 8  | 3 | 7  | 36 | 24 | +12  |                                   |
| 5    | C. D. Toledo     | 19   | 18 | 9  | 1 | 8  | 35 | 39 | −4   |                                   |
| 6    | Plasencia C. F.  | 19   | 18 | 8  | 3 | 7  | 41 | 31 | +10  |                                   |
| 7    | C. D. Cacereño   | 19   | 18 | 9  | 1 | 8  | 47 | 30 | +17  |                                   |
| 8    | S. D. Emeritense | 15   | 18 | 5  | 5 | 8  | 30 | 50 | −20  |                                   |
| 9    | C. D. Talavera   | 10   | 18 | 4  | 2 | 12 | 28 | 61 | −33  |                                   |
| 10   | Trujillo C. F.   | 8    | 18 | 3  | 4 | 11 | 13 | 42 | −29  | Acceso a Promoción de permanencia |

 Fuente: Fútbol Regional

### Grupo VIII
| Pos. | Equipo                 | Pts. | PJ | G  | E | P  | GF | GC | Dif. | Clasificación                     |
| ---- | ---------------------- | ---- | -- | -- | - | -- | -- | -- | ---- | --------------------------------- |
| 1    | Elche C. F.            | 26   | 18 | 11 | 4 | 3  | 64 | 30 | +34  | Acceso a Fase intermedia          |
| 2    | C. D. Almansa          | 26   | 18 | 11 | 4 | 3  | 31 | 16 | +15  | Acceso a Fase intermedia          |
| 3    | Albacete Balompié      | 22   | 18 | 10 | 2 | 6  | 35 | 19 | +16  |                                   |
| 4    | Imperial C. F.         | 21   | 18 | 10 | 1 | 7  | 51 | 28 | +23  |                                   |
| 5    | C. D. Cieza            | 21   | 18 | 8  | 5 | 5  | 39 | 45 | −6   |                                   |
| 6    | C. D. Eldense          | 20   | 18 | 9  | 2 | 7  | 57 | 40 | +17  |                                   |
| 7    | Cartagena C. F.        | 16   | 18 | 6  | 4 | 8  | 29 | 33 | −4   |                                   |
| 8    | Alicante C. F.         | 11   | 18 | 5  | 1 | 12 | 24 | 48 | −24  |                                   |
| 9    | Crevillente Industrial | 11   | 18 | 4  | 3 | 11 | 28 | 56 | −28  |                                   |
| 10   | C. D. Gimnástica Abad  | 6    | 18 | 2  | 2 | 14 | 19 | 62 | −43  | Acceso a Promoción de permanencia |

 Fuente: Fútbol Regional

### Grupo IX
| Pos. | Equipo             | Pts. | PJ | G  | E | P | GF | GC | Dif. | Clasificación                     |
| ---- | ------------------ | ---- | -- | -- | - | - | -- | -- | ---- | --------------------------------- |
| 1    | R. C. D. Córdoba   | 25   | 18 | 11 | 3 | 4 | 41 | 20 | +21  | Acceso a Fase intermedia          |
| 2    | C. D. Málaga       | 23   | 18 | 10 | 3 | 5 | 50 | 22 | +28  | Acceso a Fase intermedia          |
| 3    | Coria C. F.        | 20   | 18 | 8  | 4 | 6 | 36 | 30 | +6   |                                   |
| 4    | Olímpica Jiennense | 19   | 18 | 8  | 3 | 7 | 32 | 35 | −3   |                                   |
| 5    | U. D. Melilla      | 18   | 18 | 6  | 6 | 6 | 26 | 31 | −5   |                                   |
| 6    | Recreativo Onuba   | 17   | 18 | 5  | 7 | 6 | 29 | 29 | 0    |                                   |
| 7    | R. B. Linense      | 17   | 18 | 7  | 3 | 8 | 23 | 32 | −9   |                                   |
| 8    | Algeciras C. F.    | 16   | 18 | 5  | 6 | 7 | 28 | 34 | −6   |                                   |
| 9    | Linares Deportivo  | 13   | 18 | 3  | 7 | 8 | 23 | 31 | −8   |                                   |
| 10   | Atlético de Tetuán | 12   | 18 | 3  | 6 | 9 | 20 | 44 | −24  | Acceso a Promoción de permanencia |

 Fuente: Fútbol Regional

## Fase Intermedia

### Grupo I
| Pos. | Equipo               | Pts. | PJ | G | E | P | GF | GC | Dif. | Clasificación       |
| ---- | -------------------- | ---- | -- | - | - | - | -- | -- | ---- | ------------------- |
| 1    | U. D. Salamanca      | 14   | 10 | 7 | 0 | 3 | 23 | 8  | +15  | Acceso a Fase Final |
| 2    | Gimnástica Burgalesa | 14   | 10 | 7 | 0 | 3 | 24 | 15 | +9   |                     |
| 3    | U. D. Orensana       | 10   | 10 | 4 | 2 | 4 | 13 | 15 | −2   |                     |
| 4    | S. D. Barreda        | 10   | 10 | 5 | 0 | 5 | 12 | 22 | −10  |                     |
| 5    | Real Avilés C. F.    | 8    | 10 | 3 | 2 | 5 | 11 | 17 | −6   |                     |
| 6    | S. G. Lucense        | 4    | 10 | 2 | 0 | 8 | 14 | 20 | −6   |                     |

 Fuente: Fútbol Regional

### Grupo II
| Pos. | Equipo                  | Pts. | PJ | G | E | P | GF | GC | Dif. | Clasificación       |
| ---- | ----------------------- | ---- | -- | - | - | - | -- | -- | ---- | ------------------- |
| 1    | Gimnástico de Tarragona | 15   | 10 | 6 | 3 | 1 | 22 | 4  | +18  | Acceso a Fase Final |
| 2    | Arenas Club             | 11   | 10 | 4 | 3 | 3 | 22 | 22 | 0    |                     |
| 3    | C. D. Cifesa            | 11   | 10 | 5 | 1 | 4 | 24 | 23 | +1   |                     |
| 4    | C. A. Osasuna           | 9    | 10 | 4 | 1 | 5 | 15 | 22 | −7   |                     |
| 5    | S. D. Erandio           | 7    | 10 | 2 | 3 | 5 | 12 | 15 | −3   |                     |
| 6    | Arenas S. D.            | 7    | 10 | 2 | 3 | 5 | 14 | 24 | −10  |                     |

 Fuente: Fútbol Regional

### Grupo III
| Pos. | Equipo           | Pts. | PJ | G | E | P | GF | GC | Dif. | Clasificación       |
| ---- | ---------------- | ---- | -- | - | - | - | -- | -- | ---- | ------------------- |
| 1    | R. C. D. Córdoba | 15   | 10 | 6 | 3 | 1 | 24 | 11 | +13  | Acceso a Fase Final |
| 2    | C. D. Málaga     | 13   | 10 | 5 | 3 | 2 | 19 | 16 | +3   |                     |
| 3    | Levante U. D.    | 13   | 10 | 6 | 1 | 3 | 26 | 12 | +14  |                     |
| 4    | C. D. Badajoz    | 8    | 10 | 3 | 2 | 5 | 24 | 28 | −4   |                     |
| 5    | Elche C. F.      | 7    | 10 | 1 | 5 | 4 | 22 | 28 | −6   |                     |
| 6    | C. D. Almansa    | 4    | 10 | 1 | 2 | 7 | 11 | 31 | −20  |                     |

 Fuente: Fútbol Regional

## Fase Final
| Pos. | Equipo                         | Pts. | PJ | G | E | P | GF | GC | Dif. | Clasificación                 |
| ---- | ------------------------------ | ---- | -- | - | - | - | -- | -- | ---- | ----------------------------- |
| 1    | Gimnástico de Tarragona (C, A) | 6    | 4  | 3 | 0 | 1 | 13 | 4  | +9   | Ascenso a Segunda División    |
| 2    | U. D. Salamanca (A)            | 4    | 4  | 2 | 0 | 2 | 5  | 11 | −6   | Ascenso a Segunda División    |
| 3    | R. C. D. Córdoba (A)           | 2    | 4  | 1 | 0 | 3 | 6  | 9  | −3   | Acceso a Promoción de ascenso |

 Fuente: Fútbol Regional

## Promoción de ascenso a Segunda División
La promoción de ascenso se jugó a partido único en Madrid, con el siguiente resultado:
| 24 de junio de 1945 | CD Constancia | 2:3 | RCD Córdoba | Estadio de Chamartín, Madrid |  |
|                     |               |     |             | Asistencia: ??? espectadores |  |

- Asciende a Segunda División: RCD Córdoba.
- Desciende a Tercera División: CD Constancia.

## Promoción de permanencia
La promoción de permanencia jugó a eliminatoria directa con partidos de ida y vuelta, con los siguientes resultados:
El Trujillo CF debería haber disputado la promoción pero se retiró. La Federación ofreció su plaza al Tomelloso CF.
| 17 de junio de 1945 | Rápido de Bouzas | 3:2 | Club Betanzos |                              |  |
|                     |                  |     |               | Asistencia: ??? espectadores |  |

| 24 de junio de 1945 | Club Betanzos | 2:0 | Rápido de Bouzas |                              |  |
|                     |               |     |                  | Asistencia: ??? espectadores |  |

- Club Betanzos permanece en Tercera División.

| 17 de junio de 1945 | Club Langreano | 2:0 | Universo |                              |  |
|                     |                |     |          | Asistencia: ??? espectadores |  |

| 24 de junio de 1945 | Universo | 2:4 | Club Langreano |                              |  |
|                     |          |     |                | Asistencia: ??? espectadores |  |

- Club Langreano permanece en Tercera División.

| 17 de junio de 1945 | CD Guecho | 6:2 | SCD Durango |                              |  |
|                     |           |     |             | Asistencia: ??? espectadores |  |

| 24 de junio de 1945 | SCD Durango | 1:3 | CD Guecho | Campo de Fadura, Durango     |  |
|                     |             |     |           | Asistencia: ??? espectadores |  |

- CD Guecho asciende a Tercera División.
- SCD Durango desciende a Regional.

| 17 de junio de 1945 | SD Borja | 5:1 | CD Izarra |                              |  |
|                     |          |     |           | Asistencia: ??? espectadores |  |

| 24 de junio de 1945 | CD Izarra | 2:0 | SD Borja | Estadio de Merkatondoa, Estella |  |
|                     |           |     |          | Asistencia: ??? espectadores    |  |

- SD Borja asciende a Tercera División.
- CD Izarra desciende a Regional, pero posteriormente recupera la categoría.

| 17 de junio de 1945 | UD Sans | 4:1 | SD Sueca |                              |  |
|                     |         |     |          | Asistencia: ??? espectadores |  |

| 24 de junio de 1945 | SD Sueca | 3:2 | UD Sans |                              |  |
|                     |          |     |         | Asistencia: ??? espectadores |  |

- UD Sans asciende a Tercera División.

| 17 de junio de 1945 | RSD Alcalá | 1:1 | Ávila CF |                              |  |
|                     |            |     |          | Asistencia: ??? espectadores |  |

| 24 de junio de 1945 | Ávila CF | 5:1 | RSD Alcalá |                              |  |
|                     |          |     |            | Asistencia: ??? espectadores |  |

- Ávila CF permanece en Tercera División.

| 17 de junio de 1945 | SD Gimnástica Abad | 4:0 | Yeclano CF |                              |  |
|                     |                    |     |            | Asistencia: ??? espectadores |  |

| 24 de junio de 1945 | Yeclano CF | 3:1 | SD Gimnástica Abad |                              |  |
|                     |            |     |                    | Asistencia: ??? espectadores |  |

- SD Gimnástica Abad permanece en Tercera División.

| 17 de junio de 1945 | PD Larache | 3:0 | Atlético Tetuán |                              |  |
|                     |            |     |                 | Asistencia: ??? espectadores |  |

| 24 de junio de 1945 | Atlético Tetuán | 0:1 | PD Larache |                              |  |
|                     |                 |     |            | Asistencia: ??? espectadores |  |

- PD Larache asciende a Tercera División.
- Atlético Tetuán desciende a Regional.